# Omloop Het Nieuwsblad femminile 2025
L'Omloop Het Nieuwsblad femminile 2025, ventesima edizione della corsa e valevole come quarta prova dell'UCI Women's World Tour 2025 categoria 1.WWT, si svolse il 1º marzo 2024 su un percorso di 137,9 km, con partenza da Gand ed arrivo a Ninove, in Belgio. La vittoria fu appannaggio della belga Lotte Claes, la quale completò il percorso in 3h39'43", alla media di 37,658 km/h, precedendo la polacca Aurela Nerlo e l'olandese Demi Vollering.
Delle 144 cicliste accreditate alla partenza, 121 portarono a termine la competizione.

## Squadre e cicliste partecipanti
| N.      | Cod. | Squadra                    |
| ------- | ---- | -------------------------- |
| 1-6     | SDW  | Team SD Worx-Protime       |
| 11-16   | CSR  | Canyon-SRAM Racing         |
| 21-26   | TFS  | FDJ-Suez                   |
| 31-36   | AGS  | AG Insurance-Soudal Team   |
| 41-46   | CTC  | Ceratizit Pro Cycling Team |
| 51-56   | FDC  | Fenix-Deceuninck           |
| 61-66   | HPH  | Human Powered Health       |
| 71-76   | LTK  | Lidl-Trek                  |
| 81-86   | LIV  | Liv AlUla Jayco            |
| 91-96   | MOV  | Movistar Team              |
| 101-106 | CGS  | Roland                     |
| 111-116 | TPP  | Team Picnic PostNL         |

| N.      | Cod. | Squadra                   |
| ------- | ---- | ------------------------- |
| 121-126 | TVL  | Team Visma-Lease a Bike   |
| 131-136 | UAD  | UAE Team ADQ              |
| 141-146 | UXM  | Uno-X Mobility            |
| 151-156 | EFO  | EF Education-Oatly        |
| 161-166 | VWT  | VolkerWessels Pro Cycling |
| 171-176 | ARK  | Arkéa-B&B Hotels Women    |
| 181-186 | CWT  | Cofidis Women Team        |
| 191-196 | AUB  | St Michel-P. Home-Auber93 |
| 201-206 | WOS  | Winspace Orange Seal      |
| 211-216 | BPK  | BePink-Imatra-Bongioanni  |
| 221-226 | DDG  | DD Group Pro Cycling Team |
| 231-236 | LOL  | Lotto Ladies              |

## Ordine d'arrivo (Top 10)
| Pos. | Corridore             | Squadra       | Tempo    |
| ---- | --------------------- | ------------- | -------- |
| 1    | Lotte Claes           | Arkéa         | 3h27'15" |
| 2    | Aurela Nerlo          | Winspace      | s.t.     |
| 3    | Demi Vollering        | FDJ           | s.t.     |
| 4    | Puck Pieterse         | Fenix         | s.t.     |
| 5    | Lorena Wiebes         | SD Worx       | a 1'08"  |
| 6    | Eleonora Gasparrini   | UAE           | s.t.     |
| 7    | Pfeiffer Georgi       | Picnic        | s.t.     |
| 8    | Clara Copponi         | Lidl          | s.t.     |
| 9    | Ilse Pluimers         | AG            | a 1'53"  |
| 10   | Margot Vanpachtenbeke | VolkerWessels | a 2'08"  |